# Rhincalanus rostrifrons
Rhincalanus rostrifrons is een eenoogkreeftjessoort uit de familie van de Rhincalanidae. De wetenschappelijke naam van de soort is voor het eerst geldig gepubliceerd in 1849 door Dana.